# لورني سميث
لورني سميث هو لاعب هوكي الجليد كندي، ولد في 1928، وتوفي في 2002.

## وصلات خارجية
- لورني سميث على موقع HockeyDB.com (الإنجليزية)